# Can Mates (Santa Maria del Camí)
Can Mates o Ca ses Monges és una caseta i propietat agrària de muntanya en el terme municipal de Santa Maria del Camí a la vall de Coanegra.
Es troba a l'esquerra del camí de Coanegra, poc abans d'arribar a Son Roig. Confronta amb Son Roig, Cas Cabo i Son Oliver i es redueix a una zona forestal i una àrea d'olivar de muntanya en estat d'abandonament. És una segregació de Son Roig. Vicenç Matas Mesquida de Can Mates, descendent de Son Roig quan va morir, el 13 de febrer de 1950, deixà aquesta propietat a l'Església de la Mare de Déu de la Soledat de Santa Maria del Camí. L'any 2015 la propietat va ser adquirida per l'Ajuntament de Santa Maria del Camí.